# Couchey
Couchey település Franciaországban, Côte-d’Or megyében. Lakosainak száma 1108 fő (2022. január 1.). Couchey Corcelles-les-Monts, Fixin, Flavignerot, Marsannay-la-Côte, Perrigny-lès-Dijon és Valforêt községekkel határos.

## Népesség
A település népességének változása:
| Lakosok száma | 974  | 1135 | 1267 | 1177 | 1160 | 1140 | 1130 | 1110 | 1104 | 1108 |
|               | 1968 | 1982 | 1990 | 2006 | 2013 | 2015 | 2017 | 2019 | 2020 | 2022 |